# Тамале (стадион)
Стадион Та́мале (англ. Tamale Stadium) — мультиспортивный стадион в городе Тамале, Гана, был открыт в 2008 году. Вместимость 21 017 мест, более половины из них оборудованы сиденьями. В основном используется как футбольный стадион, является домашней ареной клуба национального чемпионата Ганы — Реал Тамале Юнайтед. В 2008 году выступает в качестве одного из 4-х стадионов Кубка африканских наций по футболу.